# 프리드리히 크리스토프 달만

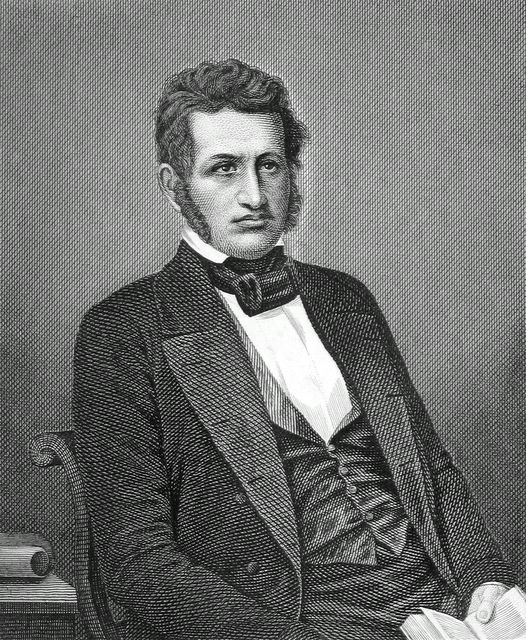
프리드리히 크리스토프 달만

프리드리히 크리스토프 달만(Friedrich Christoph Dahlmann, 1785년 5월 13일 ~ 1860년 12월 5일)은 독일의 역사학자이자 정치인이다. 괴팅겐 7교수 가운데 한 사람으로 유명하고 1848년의 파울교회 헌법의 공동작성자로도 알려져 있다.